# Hörgárbyggð
Hörgárbyggð var en kommun i regionen Norðurland eystra på Island som nu är sammanslagen med Hörgársveit. Folkmängden var 557 (2016). 